# Starker János
Starker János (Budapest, 1924. július 5. – Bloomington, Indiana, 2013. április 28.) Grammy-díjas magyar gordonkaművész és -tanár.

## Élete
Starker Sándor zwierzynieci születésű női szabómester és Chajkin (Muncha Jezkowa) Margit oroszországi szülők gyermekeként született zsidó családban.
A Zeneakadémián Schiffer Adolf tanítványa volt, mellette Weiner Leó, Waldbauer Imre, Molnár Antal és Hammerschlag János óráit látogatta.
Starker 14 évesen debütált professzionálisan, és három órás felmondási idővel eljátszotta a Dvořák-concertót, amikor az eredetileg tervezett szólista nem tudott játszani. 1939-ben otthagyta a Zeneakadémiát, és a háború nagy részét Budapesten töltötte. Fiatalkora miatt Starker megúszta idősebb testvérei tragikus sorsát, akiket kényszermunkára kényszerítettek, és végül meggyilkoltak a nácik. Starker ennek ellenére három hónapot töltött egy náci internálótáborban.
Különböző hazai és külföldi koncertek után, a háború befejeztével a Budapesti Filharmóniai Társaság Zenekarának (1945–1946) és a Magyar Állami Operaház zenekarának szólógordonkása volt 1945–1946 között.
1948-ban költözött az USA-ba, ahol a Dallasi Szimfonikus Zenekar (1948–1949, Doráti Antal vezetésével), a Metropolitan Opera (1949–1953), majd a Chicagói Szimfonikus Zenekar szólógordonkása volt (1953–1958). Közben egyre jobban koncentrált a szólójátékra, egyre több hangversenyt adott, és 1958-tól évtizedeken át a bloomingtoni Indiana University nagy hírű gordonkatanszakának vezetője volt.
1962-ben a chicagói Conservatory College díszdoktorává avatták.
1973-tól Luzernben is vezetett mesterkurzusokat. A klasszikus mesterek, valamint a 20. századi magyar zene alkotásainak kiváló előadója, igen sokat tett Kodály Zoltán szólógordonka szonátája megismertetéséért. Gyakran adott szonátaesteket Julius Katchennel, és az 1998-ban elhunyt Sebők Györggyel. Több mint 150 hanglemezfelvételt készített.
Új kiadásban jelentette meg Bach szólószvitjeinek kottáját, és jól ismert gordonkaiskolája is. Érdekesség, hogy Starker János egy 1705-ben készült Goffriller gordonkán játszott.

## Könyvei
- The roll call of the blessed ones; ill. Jorge Sicre; Occidental Press, Washington, 1985
- The roll call of the blessed ones; ill. Jorge Sicre; Dorrance, Pittsburgh, 1997
- The world of music according to Starker. A memoir; Indiana University Press, Bloomington–Indianapolis, 2004 + CD ISBN 978-0-253-34452-6

## Díjai
- Lemeznagydíj (1948)
- George Washington-díj (1972)
- Herzl-díj (1978)
- Kodály-érem (1983)
- Arturo Toscanini-díj (1986)
- Tracy Sonnenborn-díj (1986)
- Grammy-díj (1998)

## Külső hivatkozások
- Hollósi Zsolt